# Liv for Liv
Liv for Liv er en britisk stumfilm fra 1922 af John S. Robertson.

## Medvirkende
- David Powell som Gil Pérez
- Marc McDermott som Don Luis Ramónez de Alavia
- Charles de Rochefort som Esteban
- Evelyn Brent som Mañuela
- Lionel d'Aragon
- Frank Stanmore som Tormillo